# Ciriñuela
Ciriñuela es una aldea perteneciente al pueblo de Cirueña, en la comunidad autónoma de La Rioja (España).

## Historia
Aparece mencionada en los escritos por primera vez en el año 972, con la denominación de Cironia y un siglo más tarde como Cirunnuela. En un documento de donación de Alfonso VII, y en posteriores documentos de los Reyes Católicos aparece ya como Ciriñuela.
El Marqués de Ciriñuela, citado por primera vez en el siglo XVIII, tenía potestad para nombrar al alcalde, al procurador y al regidor. Mandó construir una capilla en la catedral de Santo Domingo de la Calzada para servir de enterramiento de él y de su familia.

## Demografía
Ciriñuela contaba a 1 de enero de 2011 con una población de 42 habitantes, 23 hombres y 19 mujeres.
| Gráfica de evolución demográfica de Ciriñuela entre 2001 y 2015                                  |
|                                                                                                  |
| Población de derecho (2000-2015) según los censos de población del INE a 1 de enero de cada año. |

## Patrimonio
- Iglesia de San Millán. Su cabecera data del siglo XVI, sufriendo remodelaciones posteriores en los siglos XVIII y XIX. Está elaborado en mampostería y sillería, y cuenta con un retablo de estilo rococó del siglo XVIII.[3]